# الأمية في الوطن العربي

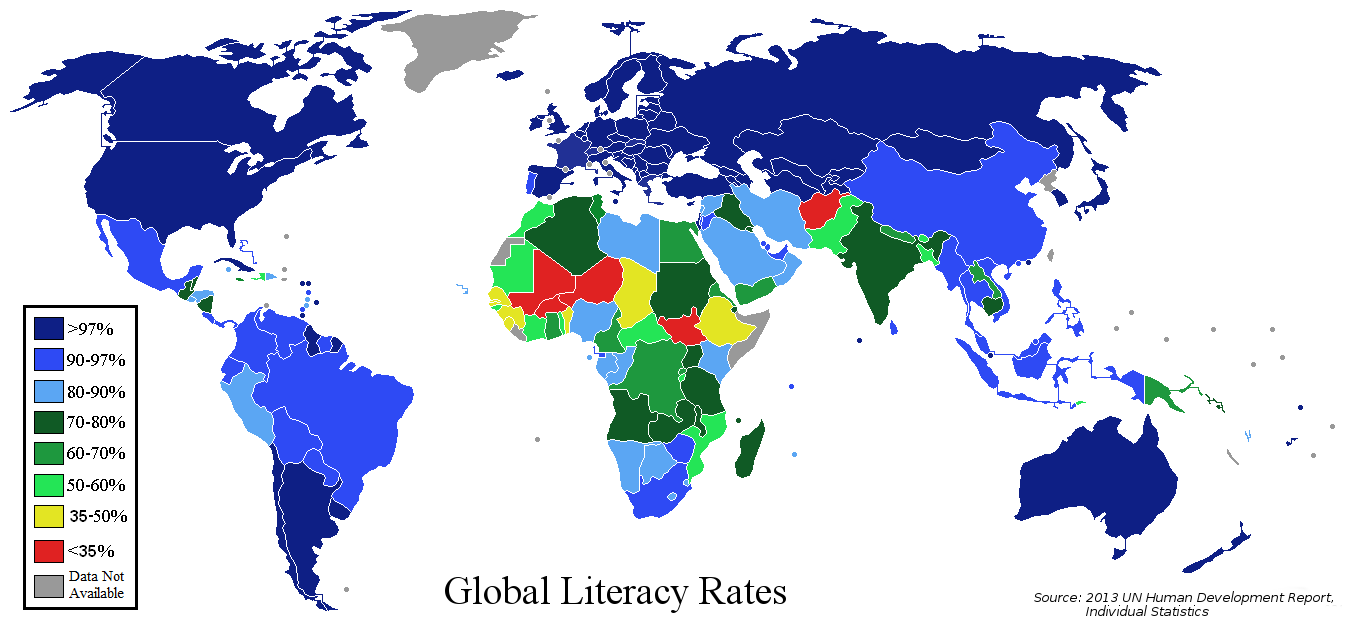
نسب المتعلميين في مختلف أنحاء العالم لعام 2013، بحسب تقرير التنمية البشرية للأمم المتحدة.

بلغت نسبة الأمية في مجمل الوطن العربي في سنة 2014 حوالي 19% من إجماليّ السكان، وبلغ عدد الأميين نحو 96 مليون نسمة. وكانت قد بلغت النسبة في سنة 2005 حوالي 35% من إجماليّ سكان المنطقة، وبلغ عدد الأميين 70 مليون نسمة، لتعادل النسبة بذلك ضعف المتوسّط العالمي في الأمية تقريباً، كما لا تزال نسبة الأمية عند الإناث ضعفها عند الذكور، وذلك وفق إحصائيات المنظمة العربية للتربية والثقافة والعلوم (الألكسو). وعلى الرُّغم من أن نسبة الأمية في الوطن العربي تشهد تناقصاً مستمراً منذ سبعينيات القرن العشرين، إلا أن أعداد الأميين نفسها لا زالت في ارتفاع. حالياً، يقدر بأن محو الأمية في كامل العالم العربي لن يحصل قبل عام 2050.
يقدر عدد الأميين في الوطن العربي اليوم بحوالي 70 إلى 100 مليون نسمة، يُمثلون ما نسبته 27% من سكان المنطقة، وتبلغ نسبة الإناث من الأميين حوالي 60 إلى 80%. بالإجمال، تبلغ نسبة الأمية بين الذكور في الوطن العربي 25%، وبين الإناث 46%. وقد أفاد تقرير الرصد العالمي للتعليم في سنة 2011 بأن عدد الأطفال غير الملتحقين بالتعليم في البلاد العربية يبلغ 6.188 مليون طفل، كما أن 7 إلى 20% من الأطفال الملتحقين بالفعل بالتعليم يهربون منه خلال المرحلة الدراسية الأولى، بل وتبلغ النسبة في بعض الدول 30%.

## محو الأمية
بدأت الحركات الأولى لمحو الأمية على مستوى الوطن العربي بعد مؤتمر الجامعة العربية بتاريخ 29 ديسمبر عام 1954. قررت الجامعة العربية في عام 1966 إنشاء «الجهاز العربي لمحو الأمية وتعليم الكبار» الذي يهدف إلى بذل جهود في سبيل محو الأمية بمختلف أنحاء الوطن العربي. نجحت برامج محو الأمية في الحدّ من ظاهرة الافتقار إلى التعليم بالكثير من المناطق الفقيرة بالدول العربية، وكذلك تمكَّنت من تخفيض نسبة الأمية بالمنطقة كثيراً. تشير الإحصاءات الآن إلى أن هناك خمس دولٍ عربية قد تتخلَّص تماماً من الأمية بحلول عام 2015، وهيقطر وفلسطين والبحرين والكويت والأردن. كما أنَّ عُمان والسعودية ومصر وتونس تسير في نفس الاتّجاه بوتيرةٍ أبطأ، وتبقى أكثر الدول العربية سوءاً هي الصومال وموريتانيا واليمن والمغرب.
على الرغم من المشاريع الجارية لمحو الأمية لا زال 21% من الرجال العرب أميون، وأما الفتيات في عمر 15-24 عاماً فإن الأمية بينهم بازدياد في معظم الدول العربية، وعلى الوضع الحالي لن تتحقَّق المساواة بين الجنسين في التعليم على مستوى المنطقة حتى عام 2020. وأما محو الأمية بالكامل، فلن يحصل قبل عام 2050 إن استمرَّت الأمور على معدّلاتها الحالية. من جهةٍ أخرى، فإن عدد الأميين في الفئة العمرية بين 15 و45 عاماً آخذ بالازدياد باستمرار، فقد ارتفع من 50 مليوناً عام 1970 إلى 61 مليوناً عام 1990 ثم 75 مليوناً بحلول عام 2008. كذلك، وعلى الرغم من انخفاض عدد الأميين تماماً مؤخراً إلى 70 مليوناً (حوالي 35% من السكان)، لا زال هناك الكثير من «الأميين المقنَّعين»، وهم الأشخاص الذين لا يملكون القدرة على كتابة خطابات أو أوراقٍ جادة دون مساعدة، وإن أخذوا بعين الاعتبار فسيرفعون الرقم إلى 100 مليون أمي (45% من السكان). حتى الآن، لا زالت منظمة اليونسكو العالمية تُصنِّف المنطقة العربية كأضعف مناطق العالم في مكافحة الأمية، وذلك بعد أن تجاوزت منطقة أفريقيا قبل بضع سنوات.

### قائمة بنسب المتعلميين في الدول أعضاء جامعة الدول العربية[9]
| الدولة                   | عدد السكان الكلي | نسبة التعليم (الجميع) | تعليم الذكور | تعليم المرأة | المعيار المحدد                                                        |
| ------------------------ | ---------------- | --------------------- | ------------ | ------------ | --------------------------------------------------------------------- |
| -9e99                    | -9e99            | !a                    | -9e99        |              |                                                                       |
| جامعة الدول العربية      | 350 مليون        | 79.0%                 |              |              |                                                                       |
| الجزائر                  | 37 مليون         | 72.6%                 | 81.3%        | 63.9%        | أشخاص من عمر خمسة عشر عاما يمكنهم القراءة والكتابة (2010)             |
| البحرين                  | 1.5 مليون        | 94.6%                 | 96.1%        | 91.6%        | أشخاص من عمر خمسة عشر عاما يمكنهم القراءة والكتابة (2010 census)      |
| جزر القمر                | 0.7 مليون        | 75.5%                 | 80.5%        | 70.6%        | أشخاص من عمر خمسة عشر عاما يمكنهم القراءة والكتابة (2011 est.)        |
| جيبوتي                   | 0.8 مليون        | 70%                   | N/A          | N/A          | أشخاص من عمر خمسة عشر عاما يمكنهم القراءة والكتابة (2012 est.)        |
| مصر                      | 84 مليون         | 73.9%                 | 81.7%        | 65.8%        | أشخاص من عمر عشرة سنين يمكنهم القراءة والكتابة (2012 est.)            |
| فلسطين قطاع غزة          | 1.7 مليون        | 96.4%                 | 98.3%        | 94.3%        | أشخاص من عمر خمسة عشر عاما يمكنهم القراءة والكتابة (2012 est.)        |
| العراق                   | 31 مليون         | 78.2%                 | 86%          | 70.6%        | أشخاص من عمر خمسة عشر عاما يمكنهم القراءة والكتابة (2010 est.)        |
| الأردن                   | 9 مليون          | 97.9%                 | 98.44%       | 97.37%       | أشخاص من عمر خمسة عشر عاما يمكنهم القراءة والكتابة (2012)             |
| الكويت                   | 3 مليون          | 94%                   | 94.4%        | 97%          | أشخاص من عمر خمسة عشر عاما يمكنهم القراءة والكتابة (2007-2011 census) |
| لبنان                    | 4 مليون          | 89.6%                 | 93.4%        | 86%          | أشخاص من عمر خمسة عشر عاما يمكنهم القراءة والكتابة (2003 est.)        |
| ليبيا                    | 6.5 مليون        | 89.2%                 | 95.6%        | 82.7%        | أشخاص من عمر خمسة عشر عاما يمكنهم القراءة والكتابة (2010 est.)        |
| موريتانيا                | 3.5 مليون        | 58%                   | 64.9%        | 51.2%        | أشخاص من عمر خمسة عشر عاما يمكنهم القراءة والكتابة (2010 est.)        |
| المغرب                   | 32 مليون         | 67.1%                 | 76.1%        | 57.6%        | أشخاص من عمر خمسة عشر عاما يمكنهم القراءة والكتابة (2011 est.)        |
| عمان                     | 3 مليون          | 81.4%                 | 86.8%        | 73.5%        | أشخاص من عمر خمسة عشر عاما يمكنهم القراءة والكتابة (2003 census)      |
| فلسطين الضفة الغربية     | 3.7 مليون        | 95.6%                 | 98.1%        | 93.1%        | أشخاص من عمر خمسة عشر عاما يمكنهم القراءة والكتابة (2012 est.)        |
| قطر                      | 1.5 مليون        | 96.3%                 | 96.5%        | 95.4%        | أشخاص من عمر خمسة عشر عاما يمكنهم القراءة والكتابة (2010 est.)        |
| السعودية                 | 26 مليون         | 86.6%                 | 90.4%        | 81.3%        | أشخاص من عمر خمسة عشر عاما يمكنهم القراءة والكتابة (2010 est.)        |
| الصومال                  | 10.5 مليون       | 37.8%                 | 49.7%        | 25.8%        | أشخاص من عمر خمسة عشر عاما يمكنهم القراءة والكتابة (2011 est.)        |
| السودان                  | 30 مليون         | 71.9%                 | 80.7%        | 63.2%        | أشخاص من عمر خمسة عشر عاما يمكنهم القراءة والكتابة                    |
| سوريا                    | 22.5 مليون       | 86.4%                 | 91.7%        | 81%          | أشخاص من عمر خمسة عشر عاما يمكنهم القراءة والكتابة (2004 census)      |
| تونس                     | 10.9 مليون       | 81.2%                 | 87.4%        | 75.0%        | أشخاص من عمر عشرة سنين يمكنهم القراءة والكتابة                        |
| الإمارات العربية المتحدة | 9 مليون          | 77.9%                 | 76.1%        | 81.7%        | أشخاص من عمر خمسة عشر عاما يمكنهم القراءة والكتابة (2003 est.)        |
| اليمن                    | 24 مليون         | 63.9%                 | 81.2%        | 46.8%        | أشخاص من عمر خمسة عشر عاما يمكنهم القراءة والكتابة (2010 est.)        |

## اليوم العربي لمحو الأمية
تحتفل الدول العربية في 8 يناير من كل عام باليوم العربي لمحو الأمية، الذي جاء بناء على قرار الجامعة العربية عام 1970 بمناسبة إنشاء الجهاز العربي لمحو الأمية وتعليم الكبار عام 1966، اعترافا منها بأهمية محو أمية الكبار وحقهم في التعلم.

## التاريخ
شهدت معدلات الأمية في الوطن العربي انخفاضاً كبيراً وملحوظاً في العقود الأخيرة. فقد انخفضت نسبية الأمية الإجمالية من أكثر من 70% في سنة 1970 إلى حوالي 35% في سنة 2005، لكن على الرُّغم من ذلك فقد ارتفعت أعداد الأميين في المنطقة من 50 مليوناً سنة 1970 إلى 70 مليوناً في 2005، كما أن محو الأمية لا زال لا يُواكب المعدلات العالمية، التي انخفضت من 37% سنة 1970 إلى 20% سنة 2000، ولا زالت في انحدار سريع. يوضح الجدول التالي انحدار معدلات الأمية في الوطن العربي على مدى العقود الأربعة الأخيرة، مع مقارنتها بمثيلاتها في الدول النامية وبالمتوسط العالميّ للأمية:.
| السنة | % الأمية بالوطن العربي | عدد الأميين بالوطن العربي | % الأمية بالدول النامية | % الأمية المتوسطة بالعالم |
| ----- | ---------------------- | ------------------------- | ----------------------- | ------------------------- |
| 1970  | 70.7 - 73%             | 50 مليون نسمة             | 51.9%                   | 37%                       |
| 1980  | 60%                    |                           | 41.8%                   | 30.6%                     |
| 1990  | 48.8%                  | 61 مليون نسمة             | 32.6%                   | 24.6%                     |
| 1995  | 43.8%                  |                           | 23.6%                   | 22.7%                     |
| 2000  | 38.8%                  |                           | 26.3%                   | 20.6%                     |
| 2008  | 29,7%                  |                           |                         | 19%                       |
| 2013  | 27.1%                  |                           |                         |                           |